# Стефани, Юзеф
Юзеф (Йозеф) Стефани (пол. Józef Stefani, 16 апреля 1800, Варшава — 19 марта 1876, там же) — польский композитор и дирижёр чешского происхождения, сын композитора Яна Стефани.

## Биография
Музыкальное образование получил под руководством отца и Юзефа Эльснера.
Дирижировал оркестром Национальной оперы в Варшаве. Педагог, учитель музыки.

## Творчество
Автор музыки нескольких комических опер и балетов, в частности к балету «Wesele w Ojcowie» (1825).
Написал ряд оперетт, вокальных произведений на религиозную тему — 19 месс и реквиемов, автор оркестровой и фортепианной музыки.

## Избранные музыкальные произведения
- Wesele krakowskie w Ojcowie (1825)
- Lekcja botaniki (1829)
- Mimili czyli Styryiczycy (1837)
- Piorun (1856)
- Werbownicy czyli Hans Jurga (1870)
- Trwoga wieczorna (1872) и др.